# Az iker (film, 2022)
Az iker (eredeti cím: The Twin) 2022-es lélektani horrorfilm, melyet Taneli Mustonen rendezett. A forgatókönyvet Taneli Mustonen és Aleksi Hyvärinen írták, akik egyben a film producerei is. A főszerepben Teresa Palmer és Steven Cree látható.
A filmet Finnországban 2022. április 6-án mutatták be a mozikban, Magyarországon 2022. október 27-én jelent meg az ADS Service forgalmazásában.

## Cselekmény
Egy anyának szembe kell néznie az elviselhetetlen valósággal az életben maradt ikerfiával kapcsolatban.

## Szereplők
- Teresa Palmer: Rachel
- Steven Cree: Anthony
- Barbara Marten: Helen
- Tristan Ruggeri: Elliot és Nathan
- Andres Dvinjaninov: városi orvos

## A film készítése
2021. március 2-án jelentették be, hogy Teresa Palmer lesz a finn Don Films produkciós cég horrorfilmjének főszereplője.
A forgatás 2021. március 18-án kezdődött Finnországban és Észtországban, amelyet 2021. április 28-án fejeztek be.

## Bemutató
A film világpremierje 2022. március 24-én volt a Night Visions filmfesztiválon. Az Egyesült Államokban 2022. május 6-tól kezdődően kizárólag a Shudderen lehetett streamelni.
A film nagy sikert aratott Latin-Amerikában: Mexikóban a premierjén több mint 110 ezer nézőt fogadott, Argentínában és Peruban pedig a top 3 legnézettebb filmje közé került.

## Fordítás
- Ez a szócikk részben vagy egészben  a   The Twin (2022 film) című angol Wikipédia-szócikk fordításán alapul.  Az eredeti cikk szerkesztőit annak laptörténete sorolja fel. Ez a jelzés csupán a megfogalmazás eredetét és a szerzői jogokat jelzi, nem szolgál a cikkben szereplő információk forrásmegjelöléseként.